# Hartwell (Geórgia)
Hartwell é uma cidade localizada no estado americano de Geórgia, no Condado de Hart.

## Demografia
Segundo o censo americano de 2000, a sua população era de 4188 habitantes.
Em 2006, foi estimada uma população de 4342, um aumento de 154 (3.7%).

## Geografia
De acordo com o United States Census Bureau tem uma área de 12,0 km², dos quais 12,0 km² cobertos por terra e 0,0 km² cobertos por água. Hartwell localiza-se a aproximadamente 226 m acima do nível do mar.

## Localidades na vizinhança
O diagrama seguinte representa as localidades num raio de 20 km ao redor de Hartwell.